# Condate costiplagiata
Condate costiplagiata är en fjärilsart som beskrevs av George Francis Hampson 1908. Condate costiplagiata ingår i släktet Condate och familjen nattflyn. Inga underarter finns listade i Catalogue of Life.